# Графтон (округ)
Округ Графтон  — один из десяти округов штата Нью-Гэмпшир. Административный центр — деревня Норт-Хейверилл около городка Хейверилла (англ. Haverhill). До 1972 года суд округа и другие службы были расположены в Вудсвилле (англ. Woodsville) (ещё одна деревня около городка Хейверилла, многие сайты всё ещё показывают Woodsville как столицу округа, новое здание суда находится меньше, чем в двух милях от Вудсвилла).
В округе расположены Дартмутский колледж и Плимутский государственный университет. По рейтингу журнала «Прогрессивный фермер» округ Графтон занял четвёртое место в списке «Лучшие места для жизни в сельской Америке» в 2006 году, учитывая низкий уровень безработицы (несмотря на низкие темпы экономического роста), благоприятную стоимость жизни и наличие уникального Национального парка Уайт-Маунтинс.

## История
Графтон был одним из пяти округов, изначально сформированных в штате Нью-Гэмпшир в 1769 году. Назван в честь Августа Фицроя, 3-го герцога Графтона, сторонника американской политической линии в Парламенте, он был Британским премьер-министром в тот момент. Столица округа была организована в Вудсвилле в 1771 году, и первоначально включала всю северную границу Нью-Гэмпшира, в том числе ряд городов, которые в настоящее время входят в штат Вермонт. В 1803 году северная часть была исключена за счёт формирования округа Коос. Три округа на юге — Страффорд, Хилсборо и Чешир, и в восточной части округ граничит с «регионом Мэн». В 1797 году округ состоял из 50 посёлков и 17 местечек, численность населения составляла 23 093 человек.

## География
По данным службы переписи населения США, округ Графтон занимает площадь 4 532 км², из которых 4 437 км² — суша и 96 км² (2,10 %) — вода.
Графтон расположен в значительной степени в сельских районах. Около половины его площади приходится на Национальный лес Уайт-Маунтинс. Здесь находятся — озеро Скуом, фигурирующее в фильме На золотом озере, известный символ штата Нью-Гэмпшир — Старик-гора, а также Дартмутский колледж и экологическая станция Hubbard Brook Experimental Forest. Многие из гор выше 4000 футов штата Нью-Гэмпшир находятся в округе Графтон. Аппалачская тропа проходит через районы, по крайней мере, десяти городов в округе.

### Граничащие округа
- Эссекс (штат Вермонт) (с севера)
- Коос (с северо-востока)
- Карролл (с востока)
- Белнап (с юго-востока)
- Мерримак (с юга)
- Салливан (с юга)
- Уинсор (штат Вермонт) (с юго-запада)
- Ориндж (штат Вермонт) (с запада)
- Каледония (штат Вермонт) (с северо-запада)

## Демография
По состоянию на 2000 год население округа составляло 81 743 человека.

## Города и посёлки
В округе — 38 городков и один город (Лебанон):
- Alexandria
- Ashland
- Bath
- Benton
- Bethlehem
- Bridgewater
- Bristol
- Campton
- Canaan

- Dorchester
- Easton
- Ellsworth
- Enfield
- Franconia
- Графтон
- Groton
- Hanover
- Haverhill

- Hebron
- Holderness
- Landaff
- Lebanon*
- Lincoln
- Lisbon
- Littleton
- Livermore**
- Lyman

- Lyme
- Monroe
- Orange
- Orford
- Piermont
- Plymouth
- Rumney
- Sugar Hill
- Thornton

- Warren
- Waterville Valley
- Wentworth
- Woodstock
- Woodsville***

*City
**Unincorporated civil township
*** статистически обособленная местность (Census-designated place)